# Пиер Саворнян дьо Браза
Пиер Пол Франсоа Камий Саворнян дьо Браза (на френски: Pierre Paul François Camille Savorgnan de Brazza) роден като Пиетро Паоло Саворнян ди Браца (на италиански: Pietro Paolo Savorgnan di Brazzà) e френски пътешественик, колонизатор, изследовател на Африка, от италиански произход.

## Ранни години (1852 – 1874)
Роден е на 26 януари 1852 година в Кастел Гандолфо, Италия, седми син на граф Асканио Саворнян ди Браца, благородник от Удине. Още съвсем малък Пиетро с част от семейството си се премества във Франция. През 1874 приема френско поданство и от Пиетро става Пиер. През 1872 завършва Военноморското училище в Брест и е назначен на кораба „Жана д'Арк“ в Алжир. От този момент нататък започва колонизаторската му кариера.

## Експедиционна дейност (1874 – 1886)
През 1874 г., Пиер Саворнян дьо Браза е преместен на военния кораб „Венера“, с който пристига в Габон. Там напуска военноморска служба, започва да изучава местните езици и обичаи и получава разрешение от местните колониални власти за предприемане на сухопътни експедиции във вътрешността на Габон и бъдещата Република Конго, които продължават повече от 7 години. Браза изготвя голям проект за изследване на басейна на река Огове и възможните пътища за проникване на френското влияние в Екваториална Африка. Въпреки че проектът му е одобрен от морския министър на Франция, правителството не му отпуска финансова помощ и за организирането на експедицията Браза използва свои спестявания и скромната сума, отпусната от Парижкото географско дружество. Правителствената помощ се изразява в това, че му е изплатено в аванс възнаграждението му за 1 година напред, в негово разпореждане е откомандирован младият офицер от медицинската служба Ноел Бале, десетина войници и малко снаряжение и припаси.
От октомври 1875 до февруари 1876 г. изследва долното течение на река Огове. От март 1876 до март 1878 г. бавно и методично се изкачва от средното течение на реката до водопада Пубра на 1°46′ ю. ш. 13°33′ и. д. / 1.766667° ю. ш. 13.55° и. д., като дълго се задържа в крайречните селища, търпеливо убеждава местните жители в миролюбивите си намерения и всячески се старае да завоюва тяхното разположение. По същество изследването на Огове може да се счита за завършено, тъй като Браза достига почти до изворите на реката. Той е разочарован, че тя се оказва много по-къса река, отколкото се е очаквало дотогава, и не дава възможност за дълбоко проникване във вътрешността на континента.
Въпреки всичко Браза не пада духом и си поставя нова цел: да проникне на изток от горното течение на реката, в страната на народа батеке, за който чува от крайречните жители, описващи го с мрачни краски. Следващите няколко месеца на 1878 г. Браза изследва платото Батеке, явяващо се вододел между Огове и Конго. На изток от него открива средното течение на река Алима (десен приток на Конго), но не му се удава да се спусне по реката и да установи къде се влива поради съпротивлението на местните племена апфуру (бафуру). Решава да заобиколи района от север и от река Алима се насочва на север с намерение след това да завие на изток. Експедицията навлиза в напълно безлюдни раойни, в които е невъзможно набавянето на продоволствия и Браза е принуден да върне голяма част от своите хора начело с Ноел Бале обратно на река Огове, а сам той с малко група продължава на север. Няколко пъти се опитва да продължи на изток, но не успява, тъй като рядко срещаните местни племена не се решават да му станат водачи, опасявайки се от враждебните племена на изток. На екватора открива голяма река, течаща на изток – Ликони, средна съставяща на Ликвала (десен приток на Конго), но опитът му да се спусне по нея също се проваля. Малко по-северно, на 0º 30` с.ш., открива река Леколи (десен приток на Мамбили, ляв приток на Ликвала). От там през август 1878 г. поема обратно, като се движи по малко по-западен маршрут, като проследява на значително протежение вододела между басейните на откритите от него реки, течащи на изток, и реките от басейна на Огове. На бреговете на Огове той се присъединява към основната част на експедицията и през ноември се завръща в Либревил след 3-годишно отсъствие.
През 1880 г. отново се изкачва по Огове и в нейното горно течение на 1°37′ ю. ш. 13°36′ и. д. / 1.616667° ю. ш. 13.6° и. д. основава станцията Франсвил, която по-късно прераства в град Франсвил. Оттам продължава на югоизток и достига до река Конго при устието на нейния десен приток Лефини. Спуска се по Конго, сключва договор с местния вожд на племе батеке и на 3 октомври 1880 на западния бряг на езерото Стенли Пул (или Малебо), през което преминава река Конго, основава град Бразавил – бъдещата столица на Република Конго.
След краткотрайно пребиваване в Либревил отново се отправя за Франсвил и през цялата 1881 г. се занимава с колонизиране на областта между реките Огове и Алима.
От декември 1881 до април 1882 г. извършва поход от извора на Огове (2°40′ ю. ш. 14°20′ и. д. / 2.666667° ю. ш. 14.333333° и. д.) на юг. Открива горното течение на река Ниари, която е горно течение на Квилу и се спуска по Ниари до 4°00′ ю. ш. 13°00′ и. д. / 4° ю. ш. 13° и. д.. Оттам продължава на югозапад, пресича крайбрежната планина Майомбе (800 м) и по река Шилоанго се спуска до Атлантическия океан при Ландана.

## Колониална дейност (1886 – 1898)
От 1886 до 1898 г. Пиер Саворнян дьо Браза е генерал-губернатор на Френско Конго. По време на управлението си проявява активна дейност по завземането и колонизирането на нови територии в Екваториална Африка, като за тази цел привлича и брат си Жак Савонян дьо Браза. Значително разширява на север френските владения, като включва в тях огромните басейни на десните притоци на Конго – реките Санга и Убанги.

## Последни години (1898 – 1905)
Последните седем години от живота му са сравнително спокойни. След напускането на генерал-губернаторския пост в Бразавил се завръща във Франция, като се отдава на писане на мемоари. През 1905 г. е помолен от френското правителство да проучи колониалните условия в Конго след неговото напускане, но по пътя умира на 14 септември 1905 година в Дакар, Сенегал, като има слухове, че е отровен.
Погребан е в гробището Пер Лашез в Париж.

## Памет
- Неговото име носи столицата Бразавил на Република Конго, което название не се приема безрезервно от населението на страната.

## Съчинения
- Voyages dans l'Ouest Africain (1875 – 1887), <Tour du Monde>, 1887, 1888.